# 1 steg bak & 2 steg fram
1 steg bak & 2 steg fram är den svenska rapgruppen Just D:s debutalbum, det gavs ut senvåren 1990 på Ricochet Records .
Albumet producerades av Bomkrash med hjälp av Doktor C och Gurra G. Det var ett mycket tidstypiskt album där texterna i huvudsak beskrev medlemmarna som lyckliga latmaskar. Flera av låtarna var programförklaringar som D E SOM D E och GÖR D RÄTT, låten N GÅNG TILL eller balladen N & N. Skivan innehåller flera små bitar av tal, ljudeffekter och samplingar, så kallade "skits". Därav ter sig namnet på albumet ganska naturligt - de tog i så gott som varje låt bitar från andra, äldre, låtar och tog det ett extra steg genom att mixa det med sin egen musik.  
Albumet återutgavs (på CD) av Telegram Records Stockholm under 1993.
Texterna var lekfulla i språkbehandlingen, och det ackompanjerades av samplingar från så skilda håll som (framför allt) Povel Ramel, Janne Schaffer, Tomas Ledin, Pugh Rogefeldt, Gunnar Svensson, Mauro Scocco, Spacelab, Alice Babs och Gyllene Tider. De tog även ljud från gamla pilsnerfilmer, gospel, talskivor, dansband, till och med en inspelning från en erotisk flexisingel från FiB Aktuellt i KRAMA MEJ MJUKT.
1995 hade albumet sålt i 13 000 exemplar.

## Omslag
Skivomslaget, dubbelt i vissa versioner av vinylversionen, hade en av de längsta tacklistorna någonsin. Det var designat av Wille Crafoord med omslagsteckning av Jonas Darnell.

## Mottagande
Expressens recensent Peter Öhman var positiv till albumet och gav det 4 getingar. Han berömde de humoristiska texterna och beskrev musiken som "tillbakalutad svängig helsvensk hip-hip".
I Aftonbladet gav Kjell Häglund skivan 3 plus och beskrev texterna som "förtjusande charmigheter på övervägande filosofiska(!) teman".

## Låtlista
1. "Intro"
2. "D e så här d går till"
3. "1&3e2"
4. "Gör d rätt"
5. "Låt mej c"
6. "Krama mej mjukt"
7. "Vem orkar va hip?"
8. "Hon var bara 14 (men fin som 17)"
9. "Livets glada dagar"
10. "N & n"
11. "Mittro"
12. "Suck"
13. "Trottoaren"
14. "Vår egen påse"
15. "1 steg bak å 2 steg fram"
16. "Polarn p"
17. "N gång till"
18. "D e som d e"
19. "Varsågod"
20. "Utro"

### Fotnoter
1. ↑  Information i Svensk mediedatabas.
2. ↑  ”1 steg bak & 2 steg fram”. Svensk Mediedatabas. http://smdb.kb.se/catalog/id/001504739. Läst 11 april 2013.
3. ↑  Nunstedt, Anders (17 mars 1995). ”Hip hop huligan”. Expressen. https://tidningar.kb.se/4112703/1995-03-17/edition/11257/part/2/page/5/?q=%221%20steg%20bak%20&%202%20steg%20fram%22&sort=asc. Läst 6 maj 2020.
4. ↑  ”Just D - 1 Steg Bak Å 2 Steg Fram” (på engelska). Discogs. https://www.discogs.com/Just-D-1-Steg-Bak-2-Steg-Fram/master/119564. Läst 6 maj 2020.
5. ↑  Öhman, Peter (3 augusti 1990). ”Fräck svensk hip-hop”. Expressen. https://tidningar.kb.se/4112703/1990-08-03/edition/11242/part/2/page/15/?q=%221%20steg%20bak%20&%202%20steg%20fram%22&sort=asc. Läst 6 maj 2020.
6. ↑  Häglund, Kjäll (29 juni 1990). ”Hippt värre”. Aftonbladet. https://tidningar.kb.se/4112678/1990-06-29/edition/10988/part/2/page/12/?q=just%20d%20aftonbladet%20steg&sort=asc&newspaper=AFTONBLADET&from=1990-01-01&to=2010-12-31. Läst 6 maj 2020.